# Marcus Piossek
Marcus Piossek (* 21. Juli 1989 in Lippstadt) ist ein deutsch-polnischer Fußballspieler. Der Mittelfeldspieler bestritt den Großteil seiner Karriere in der 3. Liga, in der er zwischen 2009 und 2023 für Borussia Dortmund II, Rot Weiss Ahlen, VfL Osnabrück, Preußen Münster, SC Paderborn 07, Sportfreunde Lotte und den SV Meppen insgesamt 299 Spiele bestritt.

## Karriere

### Im Verein
In der Jugend spielte Marcus Piossek zunächst für den SV Lippstadt 08, bevor er 2004 zu Borussia Dortmund wechselte. Dort wurde er als A-Jugend-Spieler im jüngeren Jahrgang bereits viermal in der Saison 2006/07 in der zweiten Seniorenmannschaft in der Regionalliga Nord eingesetzt. Dennoch spielte er hauptsächlich weiterhin für die Junioren und wurde bis zur Spielzeit 2008/09 auch nicht mehr bei den Herren berücksichtigt. Dann gehörte er aber fest zum Kader der Amateure und kam hier, vor allem in der Rückrunde, regelmäßig zum Einsatz. Er bestritt insgesamt 22 Partien, in denen er zehnmal ein-, fünfmal ausgewechselt wurde und siebenmal durchspielte. Er erzielte dabei zwei Tore, darunter sein Premierentreffer im Seniorenfußball beim 4:0-Heimsieg gegen den SC Verl am 24. Spieltag nach seiner Einwechslung. Am Ende der Saison belegte er mit seiner Mannschaft den ersten Tabellenplatz und stieg in die 3. Liga auf.
In dieser Spielklasse war er Stammspieler und gab am 25. Juli 2009 sein Profiligadebüt bei der 4:3-Auftaktniederlage bei Wacker Burghausen. Von 38 möglichen Partien absolvierte er 31 und erzielte in diesen vier Treffer, den ersten davon zum 1:0-Erfolg gegen Dynamo Dresden am 8. Spieltag, was den ersten Drittligaheimsieg für den BVB bedeutete. Am Ende der Serie landete er mit den Borussen auf dem 18. Rang und stieg somit wieder in die Regionalliga ab.
Selbst blieb er jedoch in der dritthöchsten deutschen Spielklasse, da er zur Saison 2010/11 zusammen mit seinen Mannschaftskameraden Sebastian Hille und David Vržogić zu Rot Weiss Ahlen wechselte. Auch bei seinem neuen Verein gehört er zur Stammformation und bestritt 35 Partien, in denen er sieben Tore erzielte. Allerdings war er stets ein Kandidat für eine Auswechslung, so dass er lediglich bei 15 Spielen über die gesamten 90 Minuten auf dem Feld stand. Mit Ahlen hatte er eine schwierige Spielzeit zu bewältigen, da dem Verein aufgrund von Finanzproblemen drei Punkte abgezogen worden waren und man gegen den Abstieg spielte. Schließlich gelang der Mannschaft der Klassenerhalt, jedoch wurde kurz darauf ein Insolvenzverfahren eröffnet, wodurch Rot Weiss Ahlen zwangsweise abstieg.
Piossek verließ daraufhin Ahlen und schloss sich dem Zweitligisten Karlsruher SC an, wurde dort aber nach seinem zweifachen Schlüsselbeinbruch nur in der zweiten Mannschaft in der Regionalliga Süd eingesetzt.
Zur Saison 2012/13 verpflichtete der Drittligist VfL Osnabrück Piossek. Dort erhielt er einen für die zweite und dritte Liga gültigen Vertrag bis Juni 2014. Bereits zur Saison 2013/14 verließ Piossek Osnabrück und wechselte zum Ligakonkurrenten Preußen Münster. Dort erhielt er einen Vertrag bis Juni 2014, der vor dem Auslaufen des Vertrags um zwei Jahre verlängert wurde.
Der Zweitligist 1. FC Kaiserslautern verpflichtete Piossek am 31. August 2015. Er wurde mit einem Dreijahresvertrag ausgestattet. In den ersten acht Spielen nach seinem Wechsel stand er sechsmal in der Startelf der Lauterer und erzielte zwei Tore. Danach fiel er für den Rest der Hinrunde wegen Verletzungen aus. In der Rückrunde wurde er längere Zeit nicht berücksichtigt und kam erst wieder im April 2016 zum Einsatz. Zur nächsten Saison war der bisherige Offensivspieler vom neuen Trainer Tayfun Korkut als Rechtsverteidiger eingeplant, kam aber letztlich zu keinem weiteren Einsatz mehr. Genau ein Jahr nach seiner Verpflichtung verließ Piossek den FCK am 31. August 2016 und wechselte zum SC Paderborn 07 (3. Liga).
Im August 2017 wurde er von den Sportfreunden Lotte unter Vertrag genommen. Nachdem der Mittelfeldspieler in der Hinrunde der Drittligasaison 2018/19 erst Stammkraft und zeitweise sogar Kapitän war, kam er immer seltener zum Einsatz und wurde schließlich in der Winterpause über seine Freistellung informiert, musste sogar ohne die Nennung von Gründen von der Mannschaft isoliert trainieren. Trotz eines Erfolges vor Gericht gegen den Verein wechselte Piossek im Januar 2019 zum Ligakonkurrenten SV Meppen.
Zur Saison 2023/24 wechselte Piossek in die Oberliga Westfalen zum TuS Bövinghausen. Am 1. Januar 2024 wechselte Piossek zum SC Westfalia Herne. Dort war er als Spieler und Sportlicher Leiter des Vereins tätig. Nach internen Streitigkeiten trat dieser im Dezember 2024 zurück und schloss sich als Spieler dem BV Herne Süd an.

### In der Nationalmannschaft
2009 wurde Piossek zum ersten Mal in eine Auswahlmannschaft des DFB berufen. Für die deutsche U-20 bestritt er ein Spiel gegen die Schweiz, wechselte aber wenige Wochen danach zum polnischen Verband.

## Erfolge
2009: Meister der Regionalliga West und Aufstieg in die 3. Liga mit Borussia Dortmund II